# Фатс Уолър
Фатс Уолър (на английски: Fats Waller) е американски джаз пианист, органист, композитор и певец.

## Биография
Роден е на 21 май 1904 година в Ню Йорк в афроамериканско семейство на баптистки свещеник. Започва да свири от ранна възраст, на 15 години напуска училище и започва работа като органист, а на 18 прави първите си записи. Автор на над 400 песни, като придобилите голяма популярност Ain't Misbehavin' и Honeysuckle Rose, често в сътрудничество с Анди Разаф, той развива харлемския стил страйд и оказва силно влияние върху последващото развитие на джаза.
Фатс Уолър умира от пневмония на 15 декември 1943 година в Канзас Сити, на път от Лос Анджелис за Ню Йорк.